# Джанго (певец)
Алексе́й Ви́кторович Подду́бный, более известный как Джа́нго — российский певец, композитор, музыкант и аранжировщик. Лидер и руководитель одноименной группы Джанго.
Музыкальный проект Джанго под руководством Алексея Поддубного добился популярности в России после того как композиция «Холодная весна» была использована в качестве заглавной песни саундтрека к фильму «Бой с тенью» (реж. Алексей Сидоров, 2005 год). Сам Алексей Поддубный также известен как композитор и аранжировщик, сотрудничающий с российскими и украинскими эстрадными исполнителями.

## Биография
Алексей Поддубный родился 8 января 1969 года в городе Киеве, УССР в семье журналиста Виктора Борисовича Поддубного и инженера-технолога Нины Александровны Поддубной. Также у него есть брат — Сергей Викторович Поддубный.

### Детство
С детских лет Алексей Поддубный был приучен слушать классическую музыку: Шопена, Баха, Бетховена. Этому способствовало наличие у его отца большой фонотеки, в которой помимо классики было много записей джазовой музыки. Первым музыкальным инструментом в жизни Алексея Поддубного был детский баян, который купил ему отец. Каждый вечер будущий артист с отцом занимались музыкой: отец пел песни военных лет, а сын подбирал мелодии по слуху.
C двенадцатилетнего возраста Поддубный увлекся рок-музыкой. Особое влияние на него оказала группа Pink Floyd. Также очень повлияла на него джазовая музыка, в особенности Майлз Дэвис.

### Юность
Алексей Поддубный окончил музыкальную школу по классу классической гитары, самостоятельно выучился играть на аккордеоне, клавишных. Примерно в это же время он начал писать собственные песни. Тексты к своим произведениям Поддубный писал сначала исключительно на английском языке, но затем начал сочинять и на русском.
В молодости работал на заводе фрезеровщиком и спасателем на лодочной станции.
В конце 80-х, во время службы в армии обучился играть на валторне и попал в духовой оркестр, дважды принимал участие в военном параде на Красной площади на праздновании 7-го ноября.

### Появление псевдонима

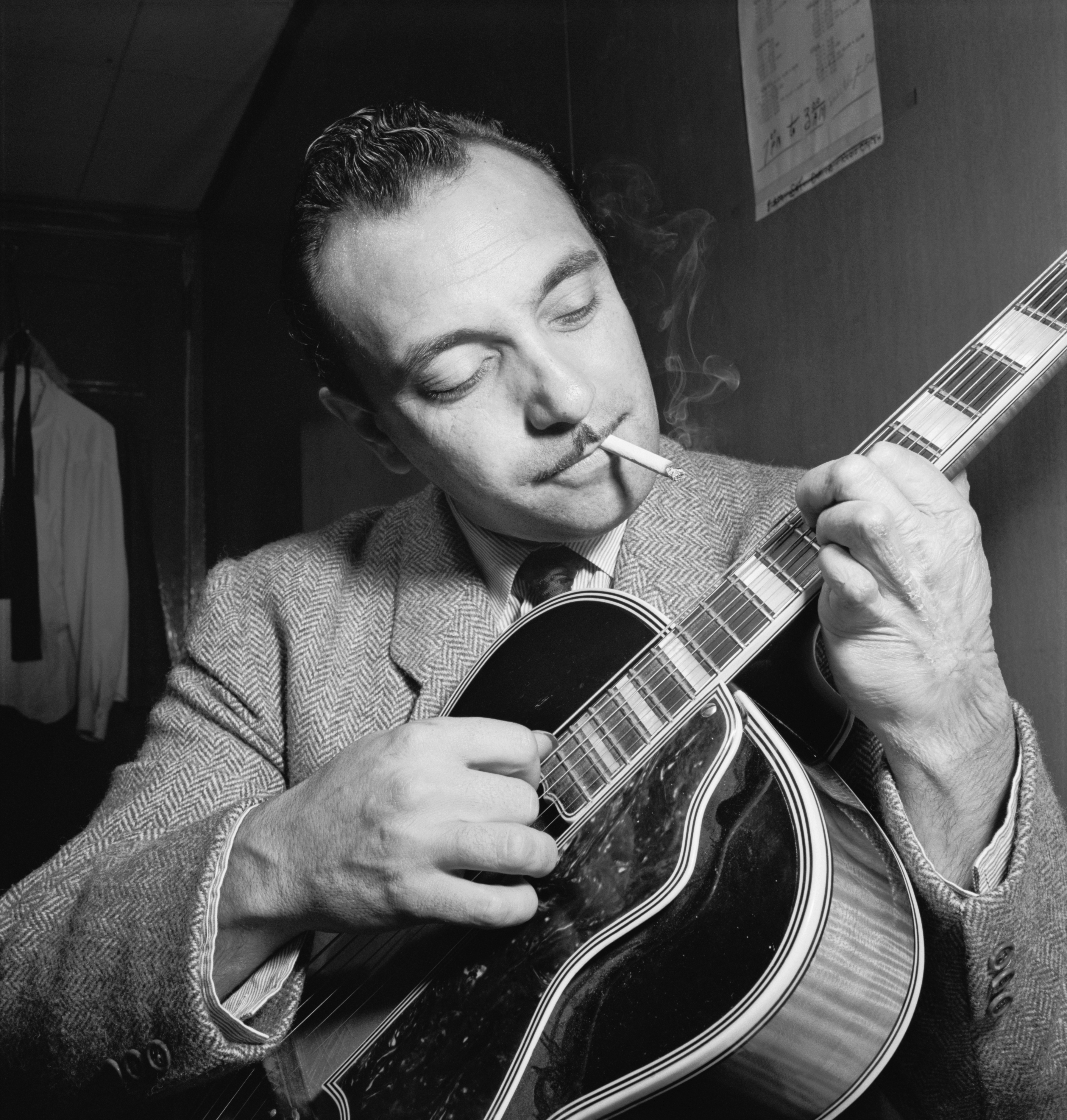
Кумир Алексея Поддубного Джанго Рейнхардт

Прозвище «Джанго» Алексей Поддубный получил во время службы в армии. После отбоя он часто занимался на гитаре и, среди прочих, исполнял произведения знаменитого бельгийского музыканта цыганского происхождения Джанго Рейнхардта. Впоследствии прозвище Джанго стало творческим псевдонимом артиста.

### Начало музыкальной карьеры
После армии Алексей Поддубный решил полностью отдаться занятию музыкой. Участвует в качестве клавишника, вокалиста, аранжировщика и автора песен в группах «Cool Before Drinking», «Jolly Jail». Параллельно с деятельностью в группах сочиняет и записывает свои собственные песни.
В этот же период Алексей Поддубный совместно с Максимом Подзиным создает проект «The Plunge», в рамках которого исполняет свои песни на английском языке. В целях продвижения этих проектов на западном рынке Поддубный планирует поездку в Англию, но из-за отказа в визе в консульстве Великобритании в Киеве поездка не состоялась. Спустя некоторое время певец полностью переключается на сочинение песен на русском языке. Этому, в значительной степени, способствует сотрудничество с киевским поэтом Александром Ободом, в соавторстве с которым была написана песня «Холодная весна».

### Создание проекта «Джанго»
В ноябре 2001 года Алексей Поддубный вместе с Максимом Подзиным и барабанщиком и продюсером Сергеем Стамбовским создает проект «Джанго». В 2002 году на киевских студиях начинается запись дебютного альбома «Была — не была», которая была осуществлена силами приглашенных студийных музыкантов. Затем Алексей Поддубный начинает собирать группу и в ней появляются Александр Окремов (ударные), Сергей Горай (бас гитара), Алексей Герман (клавишные, труба) , Владимир Письменный (гитара).

## Деятельность группы «Джанго»

### 2001—2003 годы

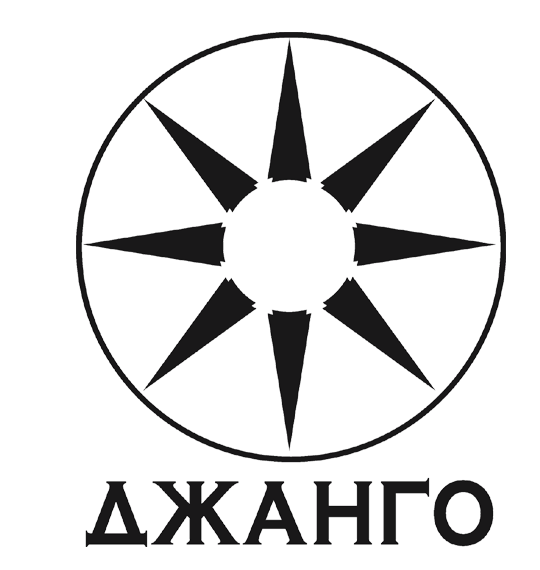
Логотип группы Джанго

Первый сингл Джанго «Папаган» попал в ротацию на российские радиостанции и активно звучал в эфире около трех месяцев.

«„Папаган“ — песня про экшн. Про адреналин. Хочется переступить через серые будни и почему бы, например, не ограбить поезд? Чтобы в жизни было бы что-нибудь настоящее. Ещё на меня сильное впечатление произвел фильм „Достучаться до небес“. Отсюда фраза: „лучше обнимать океан, чем любовь забытую и стакан“. Это не зацикленность на материальном, а возможность почувствовать остроту жизни.»

### 2004—2005 годы

#### Саундтрек к фильму «Бой с тенью»
Осенью 2004 года песня «Холодная весна» была отобрана режиссёром Алексеем Сидоровым для саундтрека к фильму Бой с тенью. Благодаря фильму в 2005 году эта композиция стала популярной и долгое время звучала на большинстве радиостанций стран СНГ.

«Как-то в Москве, подрабатывая аранжировщиком, я познакомился с человеком, занимавшимся саундтреками к различным фильмам. Мы обменялись телефонами. Однажды он спросил меня, нет ли у меня чего-нибудь для ленты под названием „Бой с тенью“, которая в то время ещё только снималась. Я предложил „Холодную весну“. Через четыре месяца он позвонил и сказал, что песню приняли. Для меня это казалось невозможным, но в действительности все было чистой правдой! Просто к такому успеху, признаюсь откровенно, я был не готов.»

После этого успеха песни Джанго продолжили быть востребованными в кино и на телевидении. Тогда же группа была приглашена на фестиваль Нашествие.

#### Издание альбома «Была — не была»
В 2005 году группа «Джанго» издает свой первый альбом «Была — не была», работа над которым велась на нескольких студиях звукозаписи в течение 2 лет. В альбом вошли 10 композиций, среди которых «Папаган», «Возвращайся, ты слишком далеко», «Холодная весна». В 2005 году с группой подписывают контракт представители компании Universal Music Group на Украине, а затем, в 2006-м, — компания Real Records в России. Впоследствии альбом был переиздан в 2007 году.

#### Участие в фестивале «Live 8»
В июле 2005 года группа «Джанго» была приглашена принять участие в фестивале Live 8. Фестиваль проходил в формате серии концертов, 2 июля 2005 года в странах большой восьмёрки и ЮАР и был направлен на поддержку стран третьего мира. Группа Джанго была единственным представителем Украины на этом фестивале.

#### Издание альбома «Выше. Ещё»
26 сентября 2013 года вышел новый альбом Джанго под названием «Выше. Ещё»
Алексей Поддубный о музыке на новом альбоме:

«Эти песни я собирал очень долго. Мы с музыкантами провели немало часов, работая над каждой песней. Одна из них была записана в Сербии, с оркестром легендарного трубача Бобана Марковича. А в трех других звучит симфонический оркестр».

Алексей Поддубный о названии альбома «Выше. Ещё»:

«Сколько бы ты ни шёл, на какие вершины ни поднимался — всегда будет то, что выше, всегда будет небо над головой, та недостижимая чистота и свет, к которым все равно будешь стремиться»

#### Начало ротации песни «Лорка»

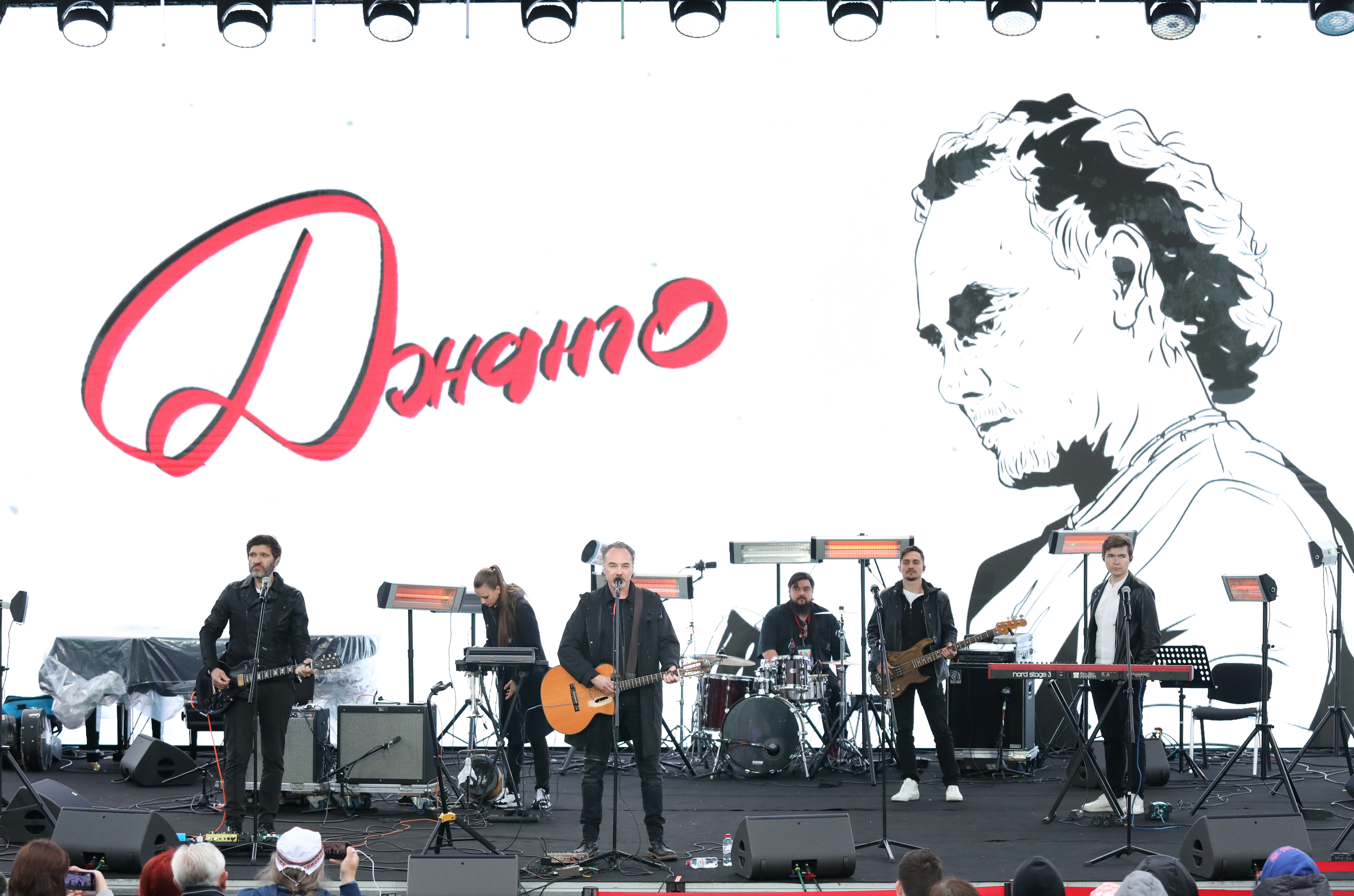
Джанго на книжном фестивале «Красная площадь»-2023 / Поэтический вечер «ПоэZия русского лета»

15 апреля 2022 г. в «Чартовой дюжине» «Нашего радио» стартовала весёлая и бесшабашная песня «Лорка» — сингл в жанре электросвинг.

## Состав группы «Джанго»

#### 2006 — 2015 годы
- Алексей Поддубный — вокал, акустическая гитара, соло
- Владимир Письменный — электрогитара
- Александр Чунин — бас-гитара
- Андрей Пономарев — клавишные
- Евгений Ющенко — труба

#### С 2015 года
- Алексей Поддубный: автор слов и музыки, гитара, клавиши
- Игорь Лазарев: гитара
- Олег Тищенко: бас
- Михаил Полунин: барабаны
- Также в некоторых концертах принимает участие трубач Евгений Берестовский.

## Карьера композитора и аранжировщика
Алексей Поддубный относит свои произведения к жанру поп-музыки с элементами рока и народной музыки. В некоторых композициях прослеживается влияние фламенко. В композициях Джанго присутствует ярко выраженный гитарный аккомпанемент, что обусловлено образованием музыканта, полученным по классу классической гитары, а также постоянной практикой именно на этом инструменте.
Джанго, помимо творчества в рамках одноимённого коллектива, является автором музыки к песням российских и украинских эстрадных исполнителей. Одним из примеров такого сотрудничества является песня Ани Лорак «Три звичних слова». Также Алексей Поддубный является автором некоторых песен Мики Ньютон.
В качестве аранжировщика Джанго сотрудничал с Аленой Апиной, с ней же в качестве вокалиста он исполнил песню из англоязычной программы группы Комбинация.
Помимо сотрудничества с эстрадными исполнителями, Джанго также является автором аранжировок для композиций хип-хоп артистов.

## Фильмография

### Документальные фильмы
- 2022 — Парни из «Квартала» (Первый канал)[6].

## Песни Джанго в кино
- Папаган — сериал «Солдаты», 2004 год — 2013 год;
- Холодная весна — фильм «Бой с тенью», 2005 год;
- Возвращайся, ты слишком далеко — фильм «Беглянки», 2007 год;
- Венгерка — фильм «Последняя репродукция», 2007 год
- Лето на 17-й Аллее - сериал телеканала Рен-ТВ "Беглец" , 2017 год
- Мы не уйдём — фильм «Свои. Баллада о войне», 2025 год

## Участие в фестивалях и телепроектах
- Июль 2005 — участие в фестивале «Live 8» (Москва, Красная площадь)
- Май 2005 — презентация проекта ДЖАНГО в Москве (клуб «16 тонн»)
- Август 2005 — участие в фестивале «Нашествие» (г. Эммаус, Россия)
- Май 2006 — участие в фестивале «Наши в городе» (г.Санкт-Петербург)
- Май 2006 — выступление на XV фестивале «Таврийские Игры» (г.Новая Каховка, Украина)
- Август 2006 — участие в фестивале «Нашествие» (г. Эммаус, Россия)
- Сентябрь 2006 — выступление на фестивале «Гнездо» (г.Белая Церковь, Украина)
- Июнь 2007 — выступление на XVI фестивале «Таврийские Игры» (г.Киев)
- Июль 2008 — выступление на фестивале «Нашествие» (г. Эммаус, Россия)
- Сентябрь — ноябрь 2008 — участие в благотворительном танцевальном проекте «Танцую для тебя» (телеканал «1+1»)
- Июнь 2010 — участие в проекте «Песни для Аллы» с песней «Куда уходит детство» в Крокус Сити Холл
- Август 2018 — выступление на фестивале «Нашествие» (Большое Завидово, Россия)
- Июль 2019 — выступление на фестивале «Нашествие» (Большое Завидово,Россия)

## Видеоклипы
- «Папаган» (2005 г., режиссёр Иван Цюпка, Сергей Стамбовский)
- «Холодная весна» (2005 г., режиссёр Валерий Макущенко)
- «Была — не была» (2005 г., режиссёр Александр Солоха)
- «Возвращайся, ты слишком далеко» (2006 г., режиссёр Владимир Якименко)
- «Гуляй-гроза» (2007 г., режиссёр Виктор Придувалов, гл. роль Анна Седокова)
- «Возвращайся, ты слишком далеко» (2007 г., режиссёр Виктор Придувалов, гл. роль Екатерина Гусева[7])
- «Босая осень» (2010 г., режиссёр Виктор Придувалов)
- «Когда придет апрель» (2012 г., режиссёр Степан Сибиряков)
- «До тебя» (2013 г., режиссёр Владимир Якименко)[8])
- «Мы не уйдём» (2020 г., режиссёр Наталья Кубак)

## Дискография

### Студийные альбомы
| Название       | Информация |
| -------------- | --- |
| Была — не была | - Релиз: 2005 - Лейбл: Ukrainian records/Universal Music Group - Формат: CD                                                |
| Была — не была | - Релиз: 2007 - Лейбл: Real Records - Формат: CD, переиздание первого альбома с пятью новыми песнями в России и на Украине |
| Была — не была | - Релиз: 2007 - Лейбл: Real Records - Формат: CD, переиздание первого альбома в России, подарочный вариант                 |
| Выше. Ещё      | - Релиз: 2013 - Лейбл: Никитин ЭмДиСи - Формат: CD, цифровая дистрибуция                                                   |

### Синглы
| Название сингла                                                           | Дата выпуска |
| ------------------------------------------------------------------------- | ------------ |
| «Ты люби меня просто так»                                                 | 2008         |
| «Лето на семнадцатой аллее»                                               | 2009         |
| «Куда уходит детство» (музыка: Александр Зацепин, слова: Леонид Дербенев) | 2010         |
| «Босая Осень»                                                             | 2010         |
| «Когда придет апрель»                                                     | 2011         |
| «До Тебя»                                                                 | 2013         |
| «Мы не уйдём»                                                             | 2017         |
| «Станем Номер Один» - гимн болельщиков к Чемпионату Мира по футболу       | 2018         |
| «В ночах фабричных окраин»                                                | 2021         |
| «Лорка»                                                                   | 2022         |

## Награды
- Медаль «За труды в культуре и искусстве» (16 августа 2025 года) — за большой вклад в развитие отечественной культуры и искусства, многолетнюю плодотворную деятельность[10]

## Личная жизнь
Алексей Поддубный о своей личной жизни предпочитает умалчивать.

«Штамп в паспорте — моя самая большая фобия. Я, можно сказать, бракофоб. Во мне живёт прямо-таки цыганская тяга к свободе.»

Его любимая книга — «Сто лет одиночества» Габриэля Гарсиа Маркеса.
Не ест рыбу, мясо, яйца.

## Политические взгляды, санкции
В декабре 2013 года публично осудил Евромайдан, объяснив попытки смены власти на Украине «американскими интересами».
С 2015 года начал выступать в самопровозглашённой ДНР, с 2015 по 2022 год отыграл 100 концертов.
В 2022 году поддержал российское вторжение на Украину, по его мнению — большинство украинских людей воспримет шаг России положительно «как освобождение», также заявил что необходимо «искоренить саму идею украинства». В дальнейшем выступал в России на концертах в поддержку вторжения. 23 сентября 2022 года выступил на концерте «Своих не бросаем», посвящённом референдумам на оккупированных территориях Украины, также принял участие в марафоне «Zа Россию» в поддержку нападения России на Украину.
1 июня 2022 года Латвия запретила Поддубному въезд в страну из-за поддержки вторжения и оправдывания российской агрессии. 7 января 2023 года Поддубный включён в санкционный список Украины так как «поддержал военное вторжение России в Украину в публичных заявлениях, социальных сетях».

## Творчество, отзывы критиков
Красивые, гармонично богатые мелодии песен, внешне простые, но глубокие тексты, в которых каждый может открыть «по себе» конкретный, метафорический или метафизический смысл, располагающая, вызывающая доверие и сопереживание манера пения отличают музыку Джанго по мнению критиков.
Роман Шахов (главный редактор «Радио Шансон»):

«Джанго — талантливый музыкант: с интересным голосом, стильными песнями и очень интересной подачей материала. Когда мы узнали, что артист собирается выпустить альбом, тут же предложили нашу поддержку и рады, что все сложилось.».

Алексей Мажаев (музыкальный критик):

«Джанго гарантирует отменный релакс: танцевать под его песни вряд ли возможно, а вот представлять какие-то суровые успокаивающие виды — вполне.»

Екатерина Гусева (актриса):

«Леша привлекает музыкой своей, талантом. Он человек-оркестр, объединяющий в себе свет и доброту, которые отражают его песни».

Алексей Поддубный (Джанго) о своем творчестве:

«Мне дороже всего, чтобы то, что я пишу и играю со сцены, вызывало эмоции именно такие, как я это вижу, как я это чувствую. Чтоб люди услышали, о чём эти песни, почувствовали это душой что ли. Серьёзно, я говорю об этом не потому, что я прочитал где-то в учебнике по промоушн, ещё чему-то, просто я это чувствую».

«Я стараюсь не писать слов, лишь бы занять ими пространство. В любом случае, это какой-то поток информации, прежде всего душевный. Голова отвечает только за 10 % происходящего, она нужна для того, чтобы буквы различать. Просто чувствуешь какой-то нерв песни, иногда просто пара строчек определяет все содержание, цепляет за живое. А в итоге может вынести в совсем другое место, а эти строчки, задавшие тон всей песне, вообще в неё не войдут.
С музыкой также: если мелодия хороша, она приходит сразу целым куском. Потом можно оттачивать, менять звуки, но главное — это фактура, она должна быть ярко выраженной, а не каким-то бормотанием под аккорды. Я восхищаюсь мелодиями Мишеля Леграна, выстроенными на 16 тактов, или Элтона Джона, он тоже мастер таких вещей».